# Kungasalach
Kungasalach (rusky Кунгасалах) je jezero na východě Tajmyrského poloostrova v Tajmyrském rajónu v Krasnojarském kraji v Rusku. Má rozlohu 270 km².

## Vodní režim
Zdroj vody je sněhový a dešťový. Zamrzá v září a rozmrzá v červnu. Průtokem je spojené s jezerem Arytach (66,9 km²), ze kterého odtéká řeka Novaja do Chatangské zátoky moře Laptěvů.

## Fauna
Kungasalach je bohaté na ryby (siveni, marény, muksuni). Na březích hnízdí husy, kopřivky, potáplice a mnoho dalších.